# Малапсорпција фруктозе
Малапсорпција фруктозе (МФ), раније названа интолеранција на фруктозу у исхрани, је дигестивни поремећај  у коме је апсорпција фруктозе ометана услед дефицитарних носача фруктозе у ентероцитима танког црева, што резултује повећаном концентрације фруктозе . Интолеранција на фруктозу је први пут идентификована и пријављена 1956. године.
Знаци и симптоми МФ често одговарају профилу осова са синдромом иритабилног црева.
Малапсорпцију фруктозе не треба мешати са наследном инотолеранцијом на фруктозу , потенцијално фаталним стањем у којем су ензими јетре који разграђују фруктозу дефицитарни. Наследна интолеранција на фруктозу је прилично ретка и погађа 1 од 20.000 до 30.000 људи. 

## Патофизиологија
Патофизиологија малапсорпције фруктозе остаје нејасна. Ако постоје генетске или епигенетске варијације интестиналног транспортера фруктозе као што су ГЛУТ5, ГЛУТ2 или СГЛТ4, потребно је то разјаснити.  Јер су генетске варијанте унутар региона кодирања ГЛУТ5  мало вероватне, али нису искључене као разлог за поремећену апсорпцију фруктозе.    
Фруктоза се апсорбује у танком цреву без помоћи дигестивних ензима. Чак и код здравих особа, само око 25-50 грама фруктозе може да се правилно апсорбовати. Људи са малапсорпцијом фруктозе апсорбују мање од 25 грама. Такоже чини се да истовремени унос фруктозе и сорбитола повећава малапсорпцију фруктозе.     
Фруктозу која није адекватно апсорбована ферментишу цревне бактерије које производе водоник, угљен-диоксид , метан и кратколанчане масне киселине.  Абнормално повећање водоника може се открити тестом удисаја водоника.   
Физиолошке последице малапсорпције фруктозе укључују: 
- повећано осмотско оптерећење,

- брзу бактеријску ферментацију,

- измењен мотилитет гастроинтестиналног тракта,

- формирање мукозног биофилма

- измењен профил бактерија.

Ови ефекти су адитивни са другим кратколанчаним слабо апсорбованим угљеним хидратима као што је сорбитол. Клинички значај ових догађаја зависи од одговора црева на такве промене. Неки од ефекта малапсорпције фруктозе су и смањење триптофана,  фолне киселине  и цинка у крви. 
Код великог броја пацијената са функционалним поремећајима црева ограничавање дијететског уноса слободне фруктозе и/или фруктана може пружити олакшање симптома. 

### Зависност апсорпције фруктозе од старости
Постоје докази да је преваленција малапсорпције фруктозе у корелацији са годинама. Након примене 1 г/кг фруктозе, 16 од 23 деце узраста од 1 до 3 године показало је повећан максимум излучивања водоника, док је само 7 од 26 старије деце (4-6 година) показало повећан ниво водоника у даху. Штавише, вршни ниво водоника био је већи у млађој старосној групи. Јасна корелација између старости и  теста водоника (0,5 г/кг, макс. 10 грама фруктозе) пронађена је у студијској популацији, у којој је...
од 1.093 деце и одраслих, где се капацитет апсорпције фруктозе повећавао до старости од 10 година. Од 10. до 79. године, нису примећене разлике у погледу капацитета апсорпције. Напротив, преваленција нетолеранције на лактозу је ниска код одојчади и расте са годинама. У педијатријској популацији из Финске и Сомалије, активност лактазе се смањила углавном између 5 и 10 година.

## Дијагноза
За постављање дијагнозе користи се дијагностички тест,  сличан оном који се користи за дијагностику нетолеранције на лактозу и носи назив тест водоника. Међутим, неки аутори тврде да овај тест није одговарајући дијагностички алат, јер негативан резултат не искључује позитиван одговор на рестрикцију фруктозе, што имплицира недостатак осетљивости, о чему говори ове студије:
Пошто је капацитет апсорпције фруктозе ограничен и код здравих људи, расправља се о одговарајућој дози фруктозе за овај тест. Након ингестије 50 грама фруктозе, 58% од 102 испитаника показало је непотпуну апсорпцију са порастом водоника у даху преко произвољно дефинисаног граничног нивоа од 20 ппм. Код ових субјеката, 25% је пријавило абдоминалне симптоме током периода тестирања. Двадесет и једна особа са позитивним тестом даха након узимања 50 грама фруктозе поновила је процедуру са 25 грама фруктозе. Са овом нижом дозом, само 11% је показало непотпуну апсорпцију. Штавише, од 11% који су имали абдоминалне симптоме, само једна особа је показала повишен ниво водоника у даху. Као што су показала ове и друге студије, доза од 50 грама (одговара отприлике седам јабука средње величине) код одраслих или 2 г/кг код деце и у већини премашује интестинални капацитет апсорпције, док давање ≤25 грама фруктозе код одраслих или ≤1 г/кг код деце се сматра одговарајућим за дијагнозу малапсорпције фруктозе. Све док разлог за малапсорпцију фруктозе није јасан, тешко је могуће дефинисати праву дозу за тест водоника и направити разлику између нормалне и абнормалне. Стога је тешко проценити преваленцију у општој популацији.

## Терапија

### Физичка активност
Физичка активност (избегавање дугог седења) један је од битних терапијских предуслова јер дуго седење може да изазове компресију трбуха. Она успорава варење, и може довести до проблема као што су надимање, горушица и затвор, кји би могли да интензивирају или изазову малапсорпцију фруктозе. Студија показује да физичка активност између дугих периода седења нијсу довољне, јер препоручени нивои вежбања нису довољно јак стимуланс да потпуно заштити тело од физичке неактивности осталих 23+ часова/дан“. У том смислу смањење продужено  укупног времена седења може смањити метаболичке поремећаје.

### Дијететски суплементи
Ксилоза изомераза делује на претварање шећера фруктозе у глукозу. Додаци исхрани ксилоза изомеразе могу побољшати неке симптоме малапсорпције фруктозе, иако тренутно постоји само једна научна студија. 

### Дијета
Не постоји познат лек, али одговарајућа дијета и ензим ксилоза изомераза могу помоћи.  Унос глукозе истовремено са фруктозом побољшава апсорпцију фруктозе и може спречити развој симптома. На пример, људи могу толерисати воће као што су грејпфрут или банане, које садрже сличне количине фруктозе и глукозе, али јабуке се не толеришу јер садрже висок ниво фруктозе и нижи ниво глукозе. 
Рандомизована контролисана испитивања на пацијентима са малапсорпцијом фруктозе (коју је урадио Кохранов институт) открила је да...
„додавање глукозе храни и растворима за побољшање апсорпције фруктозе није ефикасно у превенцији функционалних гастроинтестиналних симптома изазваних фруктозом“. 
Намирнице које треба да избегавају људи са малапсорпцијом фруктозе укључују:
- Храна и пића која садрже више од 0,5  грама фруктозе на 100  грама и више од 0,2  грамафруктана по порцији. Храна са >3  грама фруктозе по порцији назива се  високо оптерећење фруктозом и може представљати ризик од изазивања симптома. Међутим, концепт  високог оптерећења фруктозом није процењен у смислу његовог значаја за успех дијете.
- Храна са високим односом фруктозе и глукозе. Глукоза побољшава апсорпцију фруктозе, тако да се фруктоза из намирница са односом фруктозе према глукози <1, попут белог кромпира, лако апсорбује, док је храна са односом фруктозе према глукози >1, као што су јабуке и крушке, често проблематична без обзира на укупна количина фруктозе у храни.
- Храна богата фруктанима и другим ферментабилним олиго-, ди- и моно-сахаридима и полиолима, укључујући артичоке, шпаргле, празилук  лук и производе који садрже пшеницу , укључујући хлеб, колаче, кекс, житарице за доручак , пасте, пице и пшеничне резанце .

Улога коју фруктани играју у малапсорпцији фруктозе се још увек истражује. Међутим, препоручује се да унос фруктана за малабсорбере фруктозе буде мањи од 0,5 грама/порцији,  и треба избегавати суплементе са инулином и фруктоолигосахаридом (ФОС), оба фруктана.
Храна која садржи вештачке заслађиваче као што је сорбитол (присутан у неким дијеталним пићима и храни и природно се налази у неким коштичавим воћем ), ксилитол (присутан у неким бобицама) и други полиоли (шећерни алкохоли, као што су еритритол , манитол и други састојци који се завршавају са -тол , обично се додаје као у комерцијалној храни).
Храна која садржи кукурузни сируп са високим садржајем фруктозе .
Храна са високим садржајем глукозе унесена са храном која садржи вишак фруктозе може помоћи пацијентима да апсорбују вишак фруктозе. 

#### Храна са високим садржајем фруктозе
Према  бази података Министарства пољопривреде САД,  храна са више фруктозе него глукозе укључује:
| Храна                            | Фруктоза (грами / 100 грама) | Глукоза (грами / 100 грама) |
| -------------------------------- | ---------------------------- | --------------------------- |
| Сахароза                         | 50                           | 50                          |
| Јабуке                           | 5.9                          | 2.4                         |
| Крушке                           | 6.2                          | 2.8                         |
| Воћни сок, нпр. јабуке, крушке   | 5–7                          | 2–3                         |
| Лубеница                         | 3.4                          | 1.6                         |
| Суво грожђе                      | 29.8                         | 27.8                        |
| Душо                             | 40.9                         | 35.7                        |
| Високо фруктозни кукурузни сируп | 42–55                        | 42–53                       |
| Манго                            | 4.68                         | 2.01                        |
| Нектар агаве                     | 55.6                         | 12.43                       |
| Ђумбир                           | 1.78                         | 1.22                        |

База података о храни  Министарство пољопривреде САД открива да многа уобичајена воћа садрже скоро једнаке количине фруктозе и глукозе и не представљају проблеме за оне особе са малапсорпцијом фруктозе.  Неки плодови са већим односом фруктозе у односу на глукозу су јабуке, крушке и лубенице, које садрже више него двоструко више фруктозе од глукозе. Ниво фруктозе у грожђу варира у зависности од зрелости и сорте, где незрело грожђе садржи више глукозе.

### Дијететске смернице за управљање
Истраживачи са Универзитета Монах у Аустралији развили су смернице за исхрану  за управљање малапсорпцијом фруктозе, посебно за особе са ИБС.

#### Неповољна храна
У неповољна храну код МФ, за коју се сматра да има више фруктозе него глукозе, спадају: 
- Воће – јабука , крушка , медљикава диња , наши крушка , папапа , папаја , дуња , звездасто воће , лубеница
- Суво воће – јабука, рибизла, урма , смоква , крушка, суво грожђе , султанка
- Ојачана вина
- Храна која садржи додате шећере, као што је нектар агаве , неки кукурузни сирупи и концентрати воћних сокова.

#### Повољна храна
У повољну храну код МФ, за коју се сматра да има фруктозу једнако или мања од глукозе, спадају: 
- Коштуничаво воће: кајсија , нектарина , бресква , шљива (опрез – ово воће садржи сорбитол
- Бобичасто воће: купина , боровница , брусница , малина , јагода , логанберри
- Цитрусно воће: кумкват , грејпфрут , лимун , лимета , мандарина , наранџа , тангело
- Остало воће: зрела банана , џекфрут , маракуја , ананас , рабарбара , тамарило .